# Verlag Georg Reimer
Der Verlag Georg Reimer war ein wissenschaftlicher Verlag in Berlin, der von 1817 bis 1918 bestand.

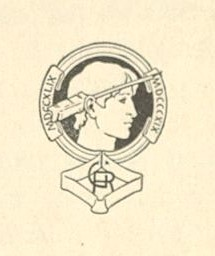
Signet (1906)

## Geschichte
Er ging aus der Buchhandlung der Königlichen Realschule in Berlin, kurz Realschulbuchhandlung, hervor, die 1749 vom damaligen Realschuldirektor Johann Julius Hecker (1707–1768) gegründet und 1801 von dem aus Greifswald stammenden Verleger Georg Andreas Reimer (1776–1842) in Erbpacht übernommen worden war. Ab 1817 firmierte sie als Reimersche Buchhandlung, 1822 wurde sie von Reimer gekauft.
Nach dem Tod von Georg Andreas Reimer wurde der Verlag von seinem Sohn Georg Ernst Reimer (1804–1885), dann von dessen Sohn Ernst Heinrich Reimer (1833–1897) weitergeführt. 1894 trat Walter de Gruyter (1862–1923) als Volontär in den Verlag ein und kaufte ihn 1897. Durch Fusion mit vier weiteren Verlagen entstand zum 1. Januar 1919 die „Vereinigung wissenschaftlicher Verleger, Walter de Gruyter & Co.“, aus der 1923 der Verlag Walter de Gruyter & Co. hervorging.

## Programm
Das traditionelle Schulbuchsortiment der ehemaligen Realschulbuchhandlung wurde von Reimer sukzessive erweitert um deutschsprachige Literatur, geisteswissenschaftliche Titel aus Theologie, Philosophie, Klassischer Altertumswissenschaft sowie um naturwissenschaftliche und mathematische Titel. Bald zählte der Verlag Georg Reimer zu den bedeutendsten und erfolgreichsten Verlagen Deutschlands.
Zu den bekannten Autoren, die bei Reimer publizierten, gehörten Achim von Arnim, Novalis, E.T.A. Hoffmann, Jean Paul, Heinrich von Kleist, August Wilhelm und Friedrich Schlegel, Ludwig Tieck, Ernst Moritz Arndt, Adolph Diesterweg, Johann Gottlieb Fichte, Wilhelm von Humboldt und die Brüder Grimm. Von besonderer Bedeutung war die Zusammenarbeit mit Friedrich Schleiermacher, dessen Gesamtwerk bei Reimer erschien.
Auch die Veröffentlichungen der Preußischen Akademie der Wissenschaften und des Deutschen Archäologischen Instituts erschienen bei Reimer. Dadurch erreichte der Verlag ein hohes wissenschaftliches Renommee.
Zu den wichtigsten wissenschaftlichen Publikationen des Verlages zählten:
- Aristoteles-Gesamtausgabe (1831–1870) mit den Commentaria in Aristotelem Graeca (1882–1909)
- Kants Gesammelte Schriften (1902 ff.)
- Corpus Inscriptionum Latinarum (1863 ff.)
- Inscriptiones Graecae (1873 ff.)
- Deutsche Medicinische Wochenschrift (1875–1886)
- Prosopographia Imperii Romani Saec. I. II. III. (1897 ff.)
- Jahrbuch des Kaiserlich Deutschen Archäologischen Instituts (1886 ff.) mit seinem Beiblatt Archäologischer Anzeiger (1896 ff.)
- Preußische Jahrbücher (70 Bände, 1858–1892), das Organ der preußischen Altliberalen
- Protestantische Kirchenzeitung für das evangelische Deutschland (43 Jahrgänge, 1854–1896)
- Virchows Archiv für pathologische Anatomie (bei Reimer: 227 Bände, 1847–1920)
- Journal für die reine und angewandte Mathematik (1826 ff.)
- Archiv für wissenschaftliche Kunde von Russland (1841–1867)